# Peixe-banjo
Aspredinidae é uma família sul-americana de peixes-gato da ordem Siluriformes, também chamados de Peixes-gato banjo.

## Distribuição
Os Aspredinídeos são naturais de riachos da América do Sul desde Madalena, Orinoco, Amazonas, Paraguai-Paraná, e a Região costal dos deltas do Orinoco e Amazonas. Bunocephalus é o único gênero presente nos Andes incluindo o Atrato, San Juan, e Rio Patia.

## Taxonomia
Muitas informações foram baseadas em estudos filogenéticos de 1994. Até agora, foram descobertos 12 gêneros. Dois dos quais eram novos, incluindo gêneros informais Acanthobunocephalus e Pseudobunocephalus; desde então, o antigo foi formalmente descritas, mas este último permanece sem descrições, um novo gênero e espécie de miniatura banjo-bagre da região do Alto Orinoco e Casiquiare Rivers, Venezuela. A partir de 2007, existem 12 gêneros em Aspredinidae; isto não inclui a nova espécie Pseudobunocephalus que ainda não tem descrição, com este contariam 13 espécies. Novas espécies aguardam descrição. Atualmente, trinta e seis são reconhecidas em três subfamílias.
Muitas vezes, os Aspredinidae são reconhecidos como uma primeira parte da Ásia, superfamília Sisoroidea, como grupo irmã para a família Erethistidae. No entanto, outros autores acham que a irmã superfamiília Doradoidea, inclui Doradidae, Auchenipteridae e, talvez, Mochokidae.

## Descrição
O nome comum da família, "Peixes-banjo" refere-se à cabeça achatada, depressiva, e ao seu fino pendúnculo caudal, que em algumas espécies lhe dão esse aspecto. Banjos não possuem nadadeira adiposa. A maioria das espécies não tem o mecanismo de bloqueamento da espinha dorsal. Embora os seus corpos tem sua pele completamente marginalizadas é coberta por grandes fileiras longitudinais; toda a camada exterior da pele pode ser eliminado. Podendo variar o tamanho de menos de 2,0 centímetros a cerca de 38 centímetros, embora a maior parte é inferior a 15 cm. A maioria das espécies apresentam coloração críptica. Aspredinids tem uma perda de alarme e as células de reação  está presente em outras espécies.
O Dimorfismo sexual está exposta na maioria das espécies em que as fêmeas maduras são geralmente maiores que os machos, o que é, contudo, apenas uma inversão de Hoplomyzon sexpapilostoma. Além disso, a nadadeira dorsal da coluna dos Aspredo e Platystacus são muito maiores no sexo masculino do que no feminino.

## Ecologia
Aspredinids podem ser encontrado em uma variedade de habitats, como rios rasos, rios profundos, canais, estuários e nas marés.A espécie Bunocephalinae vive na água doce normalmente escondidos na vegetação apodrecida . Os membros da subfamília Aspredininae habitam rios e costeiras água salobra, tais como manguezais.
São lentos a não gostam de ser perturbados, e muitos passam o dia enterrado logo abaixo da superfície. Como a maioria dos peixes, eles são capazes de nadar por seus corpos ondulantes, no entanto, eles também propulsionam por si bombeamento água através de suas brânquias para saltar. Algumas espécies são capazes de produzir sons, movendo os sua barbatana peitoral e espinhos para frente e para trás quando são agitados. Alguns Aspredinids se alimentam de invertebrados aquáticos e terrestres e detritos orgânicos, no entanto, membros da Amaralia se especializaram na alimentação sobre os ovos de outros bagres.
Uma peculiaridade dos banjos da subfamília Aspredininae é que após a fecundação dos ovos pelo macho, a fêmea carrega os ovos na parte externa da barriga e leva-os para águas rasas até à eclosão. Em Pterobunocephalus, os ovos estão diretamente associadas ao corpo, enquanto nos outros três gêneros da subfamília, os ovos são anexados à carnosos caules que se desenvolvem sazonalmente na parte inferior do corpo que podem funcionar na troca de materiais entre a mãe e seu desenvolvimento de embriões. Esses bagres que vivem em ambientes enlameada, tem este comportamento pois dá ao ovo um melhor acesso à água oxigenada.

## No aquário
Poucos banjos são mantidos em aquário de peixes, principalmente os menores membros da subfamília Aspredininae. As suas exigências são semelhantes às dos outros peixes de regiões tropicais e América do Sul, preferindo ligeiramente que o ácido, não seja demasiado fortemente na água, que é mantida a 20-25 °. Uma vez que estas espécies são noturnos, eles precisam um aquário com um suave substrato arenoso em que eles vão esconder durante o dia e à noite na forragem. Algumas areias ou cascalhos grosseiros iram prejudicar os seus bigodes. Embora não são todas as espécies de peixes que são tolerantes com a sua própria espécie e também receberão juntamente com outras espécies pequenas no mesmo aquário.

## Outras leituras
- Editora, Arnoldo. Aquário de Peixes de água doce e marinha. Simon e SHUSTER, Nova Iorque, NY, 1976.